# Block (jordart)

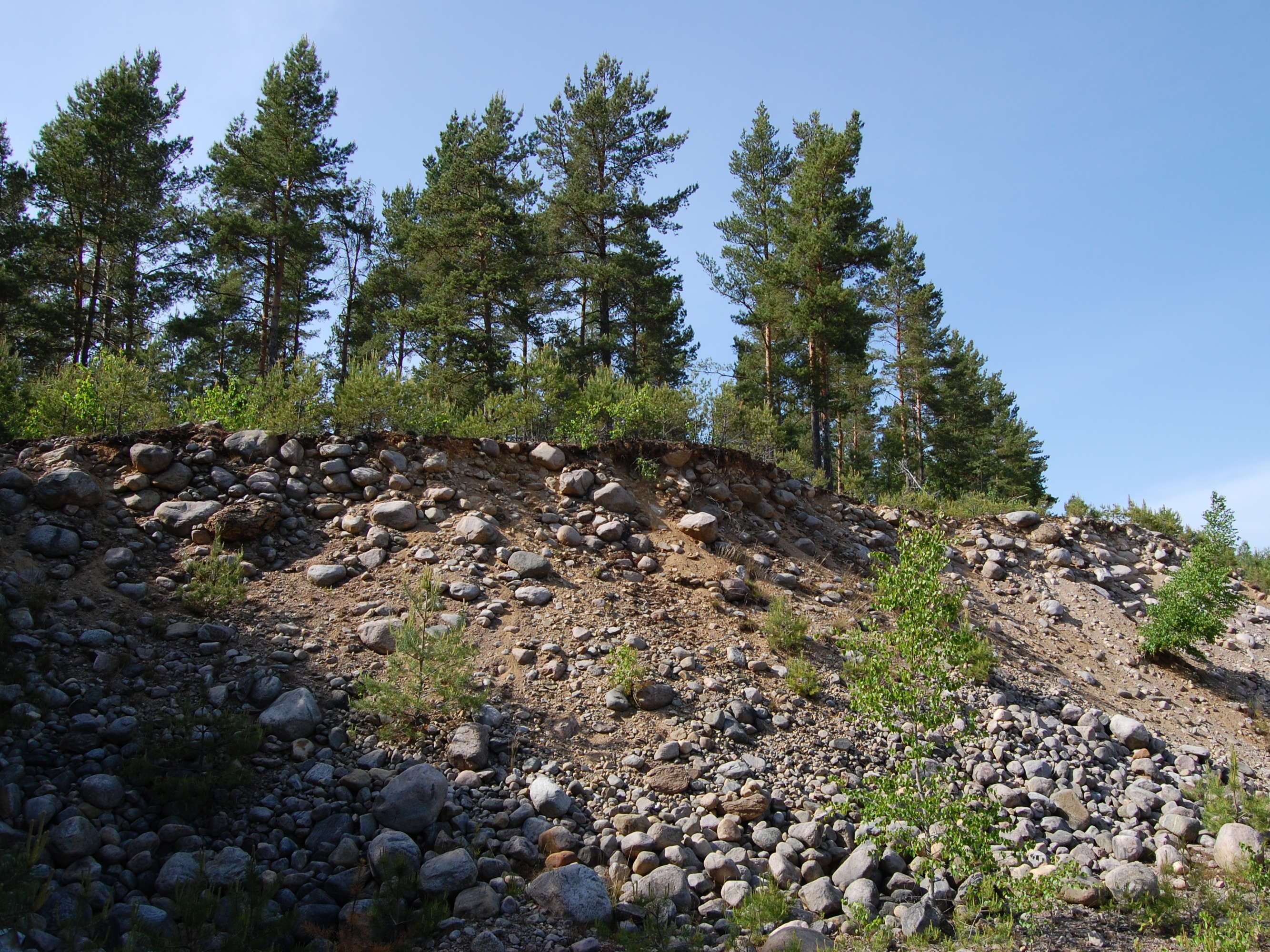
Slänt i Klyftamon, Västergötland med synliga block. De största blocken är ungefär en meter i diameter.

Block (engelska: boulder, Bo) är den största kornstorleksfraktionen i en jordart och omfattar i standarden SS-EN ISO 14688-1 partiklar med diametern 200 mm och uppåt. Underindelningen från 630 mm och uppåt kallas i standarden stora block (engelska: large boulder, LBo). Den närmast mindre fraktionen, 63–200 mm, kallas sten (engelska: cobble, Co).
I den äldre Atterbergskalan omfattade block också partikeldiametrar från 200 mm, medan block i Svenska Geotekniska Föreningens skala började vid 600 mm diameter.